# Luca Prina
Luca Prina (Biella, 11 maggio 1965) è un allenatore di calcio, dirigente sportivo ed ex calciatore italiano, di ruolo attaccante, tecnico della Biellese.

## Carriera
In carriera ha giocato con la maglia del Verrone, vincendo un campionato di Prima Categoria. Appese le scarpe al chiodo a 25 anni, a 26 anni inizia ad allenare nel settore giovanile della Biellese.
Dopo aver fatto tutta la trafila delle giovanili della Biellese, nel novembre del 2002 subentra sulla panchina della Biella Villaggio Lamarmora. Nel 2004 la squadra vince play-off del proprio girone di Promozione, accedendo così in Eccellenza.
Nel 2006 conduce la Pro Belvedere Vercelli ad un nono posto in Serie D. Viene esonerato il 10 ottobre 2007.
Nel 2008 torna a sedere sulla panchina della Biellese, vincendo il proprio girone di Serie D. La Biellese in seguito non riuscirà ad iscriversi al campionato di Seconda Divisione per problemi economici.
Il 9 luglio 2009 viene chiamato sulla panchina della Canavese, in Lega Pro Seconda Divisione, conducendo la squadra alla salvezza.
L'11 aprile 2011 sostituisce - a quattro giornate dalla fine del campionato - Cristiano Bacci sulla panchina dell'Entella, club ligure emergente, ottenendo la salvezza in Lega Pro Seconda Divisione. Viene confermato anche per la stagione successiva portando la squadra al 5º posto in campionato con eliminazione ai play-off in finale per mano del Cuneo. 
Il 14 giugno 2012 gli viene rinnovato il contratto di un anno.
Il 7 agosto la squadra viene ripescata in Lega Pro Prima Divisione e nella stagione 2012-2013 porta la squadra fino alla semifinale play-off dove viene battuta dal Lecce.
Il 4 maggio 2014 ottiene la promozione diretta in Serie B, la prima nella storia dei liguri. Il 21 maggio trova l'accordo con la società per un prolungamento annuale con opzione per la stagione successiva.
Il 12 aprile 2015, con la squadra quartultima in classifica con tre sconfitte consecutive (40 punti in 35 partite, media punti di 1,14), viene sollevato dall'incarico dopo quattro anni esatti dal suo arrivo e viene sostituito da Alfredo Aglietti.
Il 14 marzo 2016 viene ingaggiato dal Mantova che alla 26ª giornata si trova al 16º posto con 23 punti nel campionato di Lega Pro. Il 20 marzo al debutto perde contro il Bassano per 0-2. Piazzatosi al quart'ultimo posto in campionato, ai play-out ha la meglio sul Cuneo (0-0 e 0-1). Il 28 novembre dello stesso anno viene esonerato in seguito alla sconfitta per 0-3 con il Gubbio e con la squadra ultima in classifica.
Dal 2017 è telecronista delle partite di Serie C su Sportitalia.
Il 30 aprile 2018 il Chievo gli affida la panchina della formazione primavera in sostituzione di Lorenzo D'Anna, passato a dirigere la prima squadra dopo l'esonero di Rolando Maran, per le ultime tre giornate; ottiene una vittoria (contro l’Atalanta vincitrice del girone) e due sconfitte (in casa contro Roma e Udinese). In estate viene sostituito da Paolo Mandelli.
Nell'ottobre dello stesso anno viene ingaggiato dal Rezzato, in Serie D, dove come vice ritrova il campione del mondo Alberto Gilardino, da lui scoperto e lanciato nei Giovanissimi della Biellese nel 1996-1997. Il 27 febbraio 2019 Gilardino viene promosso come capoallenatore, con Prina che passa nel ruolo di D.T.
Il 22 giugno 2021 diventa il nuovo tecnico della Pro Patria, club militante in Serie C, con cui firma un contratto annuale. Il 1º marzo 2022 viene esonerato con la squadra biancoblù al 16º posto in classifica del girone A con 29 punti raccolti in altrettante partite frutto di 5 vittorie, 14 pareggi e 10 sconfitte.
Nell'estate 2024 ritorna dopo 15 anni sulla panchina della Biellese, squadra della sua città che ora milita in Eccellenza. A fine stagione ottiene la promozione in Serie D.

## Statistiche

### Statistiche da allenatore
Statistiche aggiornate al 4 maggio 2025. In grassetto le competizioni vinte.
| Stagione                          | Squadra                           | Campionato                        | Campionato | Campionato | Campionato | Campionato | Coppe nazionali | Coppe nazionali | Coppe nazionali | Coppe nazionali | Coppe nazionali | Coppe continentali | Coppe continentali | Coppe continentali | Coppe continentali | Coppe continentali | Altre coppe | Altre coppe | Altre coppe | Altre coppe | Altre coppe | Totale | Totale | Totale | Totale | % Vittorie | Piazzamento    |
| Stagione                          | Squadra                           | Comp                              | G          | V          | N          | P          | Comp            | G               | V               | N               | P               | Comp               | G                  | V                  | N                  | P                  | Comp        | G           | V           | N           | P           | G      | V      | N      | P      | %          | Piazzamento    |
| --------------------------------- | --------------------------------- | --------------------------------- | ---------- | ---------- | ---------- | ---------- | --------------- | --------------- | --------------- | --------------- | --------------- | ------------------ | ------------------ | ------------------ | ------------------ | ------------------ | ----------- | ----------- | ----------- | ----------- | ----------- | ------ | ------ | ------ | ------ | ---------- | -------------- |
| 2002-2003                         | Biella Villaggio Lamarmora        | Prom.                             | 30         | 13         | 11         | 6          | -               | -               | -               | -               | -               | -                  | -                  | -                  | -                  | -                  | -           | -           | -           | -           | -           | 30     | 13     | 11     | 6      | 43,33      | 5°             |
| 2003-2004                         | Biella Villaggio Lamarmora        | Prom.                             | 30+2       | 18+2       | 11         | 1          | -               | -               | -               | -               | -               | -                  | -                  | -                  | -                  | -                  | -           | -           | -           | -           | -           | 32     | 20     | 11     | 1      | 62,50      | 3° (prom.)     |
| 2004-2005                         | Biella Villaggio Lamarmora        | Ecc.                              | 30         | 13         | 12         | 5          | CI-Ecc.         | ?               | ?               | ?               | ?               | -                  | -                  | -                  | -                  | -                  | -           | -           | -           | -           | -           | 30     | 13     | 12     | 5      | 43,33      | 4°             |
| 2005-2006                         | Biella Villaggio Lamarmora        | Ecc.                              | 30+6       | 15+2       | 11+3       | 4+1        | CI-Ecc.         | ?               | ?               | ?               | ?               | -                  | -                  | -                  | -                  | -                  | -           | -           | -           | -           | -           | 36     | 17     | 14     | 5      | 47,22      | 2°             |
| Totale Biella Villaggio Lamarmora | Totale Biella Villaggio Lamarmora | Totale Biella Villaggio Lamarmora | 128        | 63         | 48         | 17         |                 | -               | -               | -               | -               |                    |                    |                    |                    |                    |             |             |             |             |             | 128    | 63     | 48     | 17     | 49,22      |                |
| 2006-2007                         | Pro Belvedere                     | D                                 | 34         | 11         | 14         | 9          | CI-D            | 2               | 1               | 0               | 1               | -                  | -                  | -                  | -                  | -                  | -           | -           | -           | -           | -           | 36     | 12     | 14     | 10     | 33,33      | 9°             |
| lug.-ott. 2007                    | Pro Belvedere                     | D                                 | 6          | 2          | 1          | 3          | CI-D            | 4               | 1               | 2               | 1               | -                  | -                  | -                  | -                  | -                  | -           | -           | -           | -           | -           | 10     | 3      | 3      | 4      | 30,00      | Eson.          |
| Totale Pro Belvedere              | Totale Pro Belvedere              | Totale Pro Belvedere              | 40         | 13         | 15         | 12         |                 | 6               | 2               | 2               | 2               |                    | -                  | -                  | -                  | -                  |             | -           | -           | -           | -           | 46     | 15     | 17     | 14     | 32,61      |                |
| 2008-2009                         | Biellese                          | D                                 | 36+4       | 24+1       | 10+3       | 2          | CI-D            | 6               | 1               | 3               | 2               | -                  | -                  | -                  | -                  | -                  | -           | -           | -           | -           | -           | 46     | 26     | 16     | 4      | 56,52      | 1º (prom.)     |
| 2009-2010                         | Canavese                          | 2D                                | 34         | 9          | 13         | 12         | CI-LP           | 5               | 3               | 1               | 1               | -                  | -                  | -                  | -                  | -                  | -           | -           | -           | -           | -           | 39     | 12     | 14     | 13     | 30,77      | 13º            |
| apr.-giu. 2011                    | Virtus Entella                    | 2D                                | 4          | 1          | 1          | 2          | CI-LP           | -               | -               | -               | -               | -                  | -                  | -                  | -                  | -                  | -           | -           | -           | -           | -           | 4      | 1      | 1      | 2      | 25,00      | Sub., 14°      |
| 2011-2012                         | Virtus Entella                    | 2D                                | 38+4       | 17+1       | 10+2       | 11+1       | CI-LP           | 5               | 2               | 1               | 2               | -                  | -                  | -                  | -                  | -                  | -           | -           | -           | -           | -           | 47     | 20     | 13     | 14     | 42,55      | 5º (ripescata) |
| 2012-2013                         | Virtus Entella                    | 1D                                | 32+2       | 12+0       | 14+1       | 6+1        | CI+CI-LP        | 2+1             | 1+0             | 0+0             | 1+1             | -                  | -                  | -                  | -                  | -                  | -           | -           | -           | -           | -           | 37     | 13     | 15     | 9      | 35,14      | 5º             |
| 2013-2014                         | Virtus Entella                    | 1D                                | 30         | 16         | 10         | 4          | CI+CI-LP        | 2+4             | 1+2             | 0+1             | 1+1             | -                  | -                  | -                  | -                  | -                  | SdL-1D      | 2           | 0           | 1           | 1           | 38     | 19     | 12     | 7      | 50,00      | 1º (prom.)     |
| 2014-apr. 2015                    | Virtus Entella                    | B                                 | 35         | 9          | 13         | 13         | CI              | 2               | 0               | 1               | 1               | -                  | -                  | -                  | -                  | -                  | -           | -           | -           | -           | -           | 37     | 9      | 14     | 14     | 24,32      | Eson.          |
| Totale Virtus Entella             | Totale Virtus Entella             | Totale Virtus Entella             | 145        | 56         | 51         | 38         |                 | 16              | 6               | 3               | 7               |                    | -                  | -                  | -                  | -                  |             | 2           | 0           | 1           | 1           | 163    | 62     | 55     | 46     | 38,04      |                |
| mar.-giu. 2016                    | Mantova                           | LP                                | 7+2        | 2+1        | 2+1        | 3          | CI-LP           | -               | -               | -               | -               | -                  | -                  | -                  | -                  | -                  | -           | -           | -           | -           | -           | 9      | 3      | 3      | 3      | 33,33      | Sub., 15°      |
| lug.-nov. 2016                    | Mantova                           | LP                                | 15         | 2          | 3          | 10         | CI-LP           | 2               | 0               | 1               | 1               | -                  | -                  | -                  | -                  | -                  | -           | -           | -           | -           | -           | 17     | 2      | 4      | 11     | 11,76      | Eson.          |
| Totale Mantova                    | Totale Mantova                    | Totale Mantova                    | 24         | 5          | 6          | 13         |                 | 2               | 0               | 1               | 1               |                    | -                  | -                  | -                  | -                  |             | -           | -           | -           | -           | 26     | 5      | 7      | 14     | 19,23      |                |
| ott. 2018-feb. 2019               | Rezzato                           | D                                 | 20         | 11         | 4          | 5          | CI+CI-D         | 0+2             | 0+1             | 0+0             | 0+1             | -                  | -                  | -                  | -                  | -                  | -           | -           | -           | -           | -           | 22     | 12     | 4      | 6      | 54,55      | Sub., Eson.    |
| 2021-mar. 2022                    | Pro Patria                        | C                                 | 29         | 5          | 14         | 10         | CI-C            | 1               | 0               | 0               | 1               | -                  | -                  | -                  | -                  | -                  | -           | -           | -           | -           | -           | 30     | 5      | 14     | 11     | 16,67      | Eson.          |
| 2024-2025                         | Biellese                          | Ecc.                              | 28         | 19         | 7          | 2          | CI-Ecc.         | 4               | 2               | 1               | 1               | -                  | -                  | -                  | -                  | -                  | -           | -           | -           | -           | -           | 32     | 21     | 8      | 3      | 65,63      | 1º (prom.)     |
| Totale Biellese                   | Totale Biellese                   | Totale Biellese                   | 68         | 44         | 20         | 4          |                 | 10              | 3               | 4               | 3               |                    | -                  | -                  | -                  | -                  |             | -           | -           | -           | -           | 78     | 47     | 24     | 7      | 60,26      |                |
| Totale carriera                   | Totale carriera                   | Totale carriera                   | 488        | 206        | 171        | 111        |                 | 42              | 15              | 11              | 16              |                    | -                  | -                  | -                  | -                  |             | 2           | 0           | 1           | 1           | 532    | 221    | 183    | 128    | 41,54      |                |

## Palmarès

### Allenatore

#### Competizioni giovanili
- Campionato Allievi Regionali: 1

Biellese: 1997-1998

#### Competizioni nazionali
- Campionato italiano di Serie D: 1

Biellese: 2008-2009
- Lega Pro Prima Divisione: 1

Virtus Entella: 2013-2014

#### Competizioni regionali
- Eccellenza: 1

Biellese: 2024-2025 (girone A)